# 丸田洋
丸田 洋（まるた ひろし、1974年 - ）は、日本の篤農家。株式会社穂海代表取締役。有限会社穂海農耕代表取締役。新潟県新・総合計画策定検討委員会委員。

## 人物
1974年、新潟県上越市に生まれる。1997年、東北大学工学部機械航空工学科を卒業。2005年、就農。2011年6月1日、株式会社穂海を設立。2007年3月、JGAP団体認証の第1号。2013年。 9月26日、「アグリフードEXPO 輝く経営大賞」（日本政策金融公庫）を受賞。

## 役職
- 新潟県新・総合計画策定検討委員会 委員[4]
- JGAP上級指導員
- 農林水産省農林水産技術会議専門委員
- 東京農工大学非常勤講師
- （元）新潟県担い手経営改善アドバイザー（GAP）

## 受賞
- アグリフードEXPO 輝く経営大賞（日本政策金融公庫）[5]

## 出演番組
- NHK『新潟ニュース610』（2015年10月29日）[6]

## 関連記事
- 産業競争力会議[8]
- 農業経営者[9][10]
- 商工中金[11]
- 農業機械化広報[12]
- 農業界地図[13]